# Палто, Павел Семёнович
Павел Семёнович Палто — советский хозяйственный, государственный и политический деятель, Герой Социалистического Труда.

## Биография
Родился в 1929 году в местечке Мотоль. Член КПСС с 1963 года.
С 1953 года — на хозяйственной, общественной и политической работе. В 1953—1990 гг. — тракторист на лесозаготовках в Свердловской области РСФСР, тракторист Дружиловичской машинно-тракторной станции в Ивановском районе, звеньевой механизированного звена колхоза «40 лет Октября» Ивановского района Брестской области Белорусской ССР.
Указом Президиума Верховного Совета СССР от 31 декабря 1965 года за успехи, достигнутые в повышении урожайности, увеличении производства и заготовок сахарной свёклы, присвоено звание Героя Социалистического Труда с вручением ордена Ленина и золотой медали «Серп и Молот».
Избирался депутатом Верховного Совета Белорусской ССР 8-го созыва. Делегат XXIII съезда КПСС.
Заслуженный работник сельского хозяйства Белорусской ССР (08.10.1977).
Умер в агрогородке Мотоль в 2005 году.